# Anne Sofie von Otter
Anne Sofie von Otter (ur. 9 maja 1955 w Sztokholmie, Szwecja) – szwedzka śpiewaczka operowa (mezzosopran), nie stroniąca także od repertuaru rockowego, jazzowego i popowego (wspólne albumy z: Elvisem Costello, Bradem Mehldauem i Bennym Anderssonem). Zrobiła jedną z najbardziej udanych karier w muzyce poważnej. Jej wizytówką artystyczną są albumy CD: Songs – Lieder z pieśniami Edvarda Griega z 1993 roku i Douce France, kompilacja popularnych pieśni francuskich, za którą w 2015 roku otrzymała nagrodę Grammy w kategorii: Best Classical Vocal Solo.

## Biografia i kariera artystyczna
Ojciec Anne Sofie von Otter był szwedzkim dyplomatą, który z powodów zawodowych mieszkał wraz z rodziną w Bonn, Londynie i Sztokholmie. Anne Sofie mieszkając w kilku krajach poznała płynnie miejscowe języki. Studiowała sztukę wokalną w rodzinnym mieście, a następnie w Guildhall School of Music and Drama w Londynie pod kierunkiem Very Rózsy. W interpretacji pieśni jej pedagogami byli Erik Werba i Geoffrey Penwill Parsons.
W 1980 roku nawiązała współpracę z pianistą Bengtem Forsbergiem, z którym dała liczne recitale wokalne.
W 1983 roku podpisała kontrakt z Theater Basel w Bazylei. Występowała w nim do 1985 roku, debiutując w roli Alciny w operze Orlando Paladino Josepha Haydna. Wystąpiła również w kilku rolach męskich napisanych na mezzosopran, w tym: Cherubina w Weselu Figara Wolfganga Amadeusa Mozarta, Jasia w Jasiu i Małgosi Engelberta Humperdincka i Orfeusza w Orfeuszu i Eurydyce Christopha Willibalda Glucka.
W dniach od 28 lutego do 2 marca 1983 roku nagrała w sztokholmskim kościele niemieckim utwory Georga Friedricha Händla, Claudia Monteverdiego i Georga Philippa Telemanna, które zostały w tym samym roku wydane pod szyldem szwedzkiej wytwórni Proprius na jej debiutanckim albumie Händel, Monteverdi, Telemann.
W 1984 roku zadebiutowała na Aix-en-Provence Festival w roli Ramiro w Rzekomej ogrodniczce Mozarta. Inne jej role „męskie” z tego okresu to między innymi: Oktawian w Kawalerze srebrnej róży i Kompozytor w Ariadnie na Naksos Richarda Straussa oraz tytułowa rola w Tankredzie Gioacchina Rossiniego.
Rola Oktawiana przyniosła jej renomę. Nagrała ją z Bernardem Haitinkiem dla EMI oraz wystąpiła z nią na deskach wielu teatrów operowych, takich jak: Royal Opera House w Londynie, Opéra Bastille w Paryżu oraz teatrów w Sztokholmie, Wiedniu, Monachium, Metropolitan Opera oraz w Japonii z Carlosem Kleiberem.
W 1988 roku zadebiutowała w Metropolitan Opera rolą Cherubino.
Występowała w wielu operach z XVIII wieku. Śpiewała na deskach największych teatrów operowych, takich jak: Royal Opera House (Covent Garden), Teatro alla Scala oraz teatry operowe w Berlinie, Monachium, Rzymie i innych.
Do najbardziej znanych przedstawień operowych z jej udziałem należą: Alcesta Christopha Willibalda Glucka pod dyrekcją Johna Eliota Gardinera, Ariodante, Juliusz Cezar Georga Friedricha Händla (rola Sekstusa), Łaskawość Tytusa Wolfganga Amadeusa Mozarta (rola Sesto), Koronacja Poppei Claudia Monteverdiego, Iphigénie en Aulide Christopha Willibalda Glucka (rola Clytemnestre), Carmen Georges’a Bizeta (rola tytułowa), Trojanie Hectora Berlioza (rola Didon), Opowieści Hoffmanna Jacques’a Offenbacha (rola Nicklausse), Tristan i Izolda (rola Brangien) i Zmierzch bogów Richarda Wagnera (rola Waltraute), Capriccio Richarda Straussa (rola Clairon), Peleas i Melisanda Claude’a Debussy’ego (rola Melisandy), Godzina hiszpańska Maurice’a Ravela (rola Concepcion), Lulu Albana Berga (rola Hrabiny Geschwitz), Zamek Sinobrodego Béli Bartóka (rola Judyty) i The Rake’s Progress Igora Strawinskiego (rola Baba the Turk).
Zaśpiewała w wielu utworach wokalnych Bacha, takich jak: Wielka msza h-moll (BWV 232) pod dyrekcją Claudia Abbado, Alana Gilberta, Helmutha Rillinga i George’a Soltiego, Pasja według św. Mateusza (BWV 244) pod dyrekcją Claudia Abbado, Daniela Hardinga, George’a Soltiego i Johna E. Gardinera; z tym ostatnim nagrała też Oratorium na Boże Narodzenie (BWV 248).
W 1995 roku zyskała status nadwornej śpiewaczki (szw. Hovsångerska), nadawany przez króla Szwecji jako wyraz uznania dla tych artystów, którzy przyczynili się do ugruntowania pozycji szwedzkiej sztuki wokalnej na arenie międzynarodowej.

### Współpraca z innymi artystami
Wspólnie z Elvisem Costello nagrała album For the Stars, wydany w kwietniu 2001 roku przez Deutsche Grammophon.
W sierpniu 2006 roku wydała pod szyldem Deutsche Grammophon album I let the Music Speak, nagrany we współpracy z Bennym Anderssonem, zawierający 12 wybranych przebojów zespołu ABBA; w nagraniu wzięli udział najlepsi skandynawscy muzycy folkowi i jazzowi; album był wyrazem wieloletniej pasji von Otter do muzyki zespołu ABBA i Benny’ego Anderssona.
W 2010 roku nawiązała współpracę z wytwórnią Naïve nagrywając dla niej wspólnie z jazzowym pianistą Bradem Mehldauem album Love Songs, wydany 26 października tego samego roku.

### Nagrody

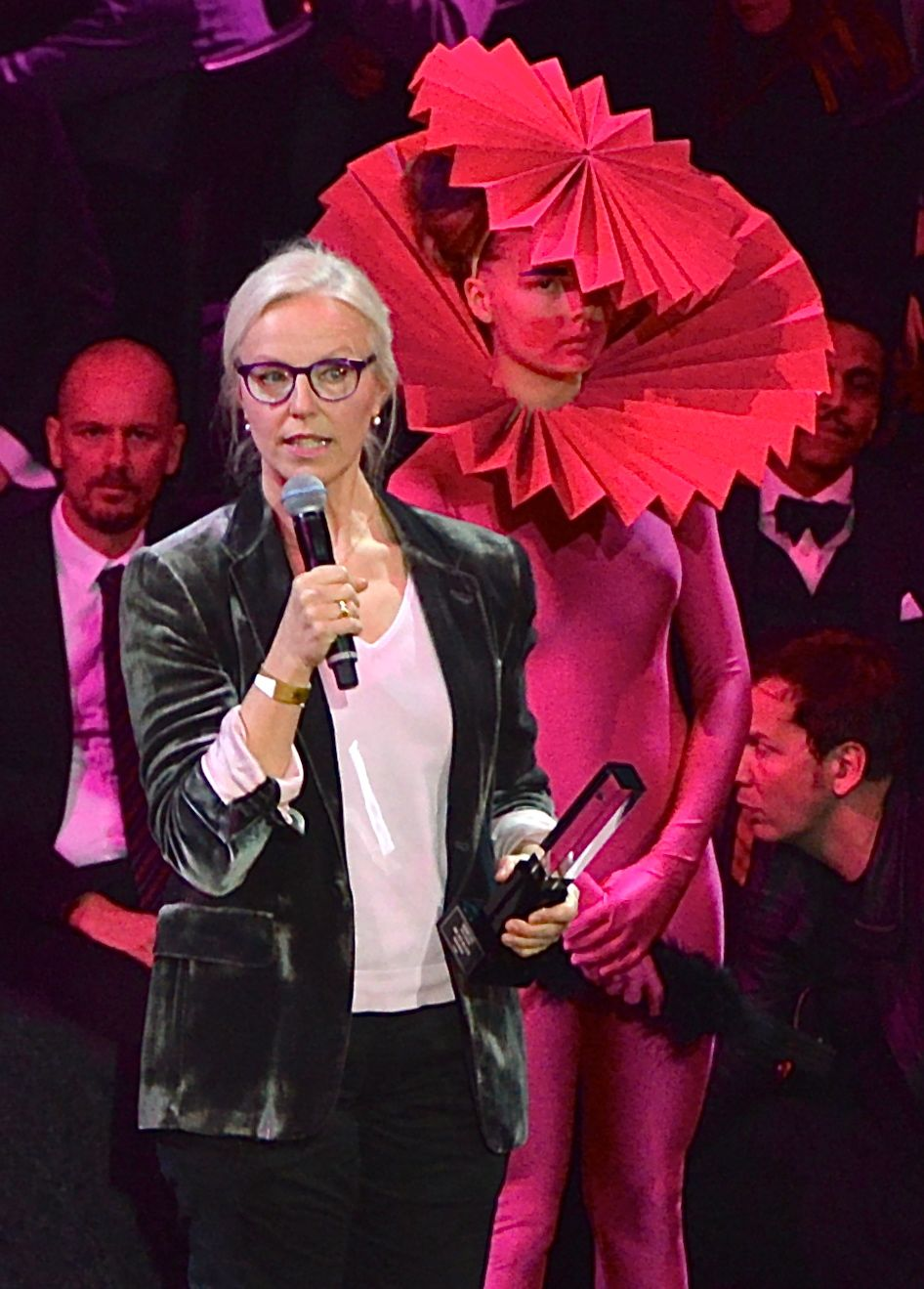
Anne Sofie von Otter na Grammisgalan w Sztokholmie (20 lutego 2013)

W 2012 zdobyła szwedzką nagrodę Grammis w kategorii: muzyka klasyczna.
Zdobyła też 4 nagrody Grammy (w tym 1 indywidualnie, 2 w duecie i 1 z zespołem):
| Rok  | Kategoria                        | Album                           | Uwagi |
| 2014 | Best Classical Solo Vocal        | Douce France                    | Anne Sofie Von Otter |
| 2003 | Best Classical Vocal Performance | Schubert: Lieder With Orchestra | Anne Sofie von Otter & Thomas Quasthoff                                                                                                |
| 1999 | Best Opera Recording             | Stravinsky: The Rake’s Progress | Anne Sofie von Otter, Bryn Terfel, Deborah York & Ian Bostridge (artyści), John Eliot Gardiner (dyrygent), Nicholas Parker (producent) |
| 1999 | Best Classical Vocal Performance | Mahler: Des Knaben Wunderhorn   | Anne Sofie von Otter & Thomas Quasthoff                                                                                                |

## Odznaczenia
- 2011 – Komandor Orderu Sztuki i Literatury (Francja)[14]

## Życie rodzinne
Jest żoną aktora i reżysera teatralnego, Benny’ego Fredrikssona, z którym ma dwóch synów, Hjalmara i Fabiana.